# Saint Andrew (São Vicente e Granadinas)
Saint Andrew é uma paróquia de São Vicente e Granadinas localizada na ilha de São Vicente. Sua capital é a cidade de Layou. A população da paróquia estimada para 2000 era de 6.700 habitantes.